# Casone

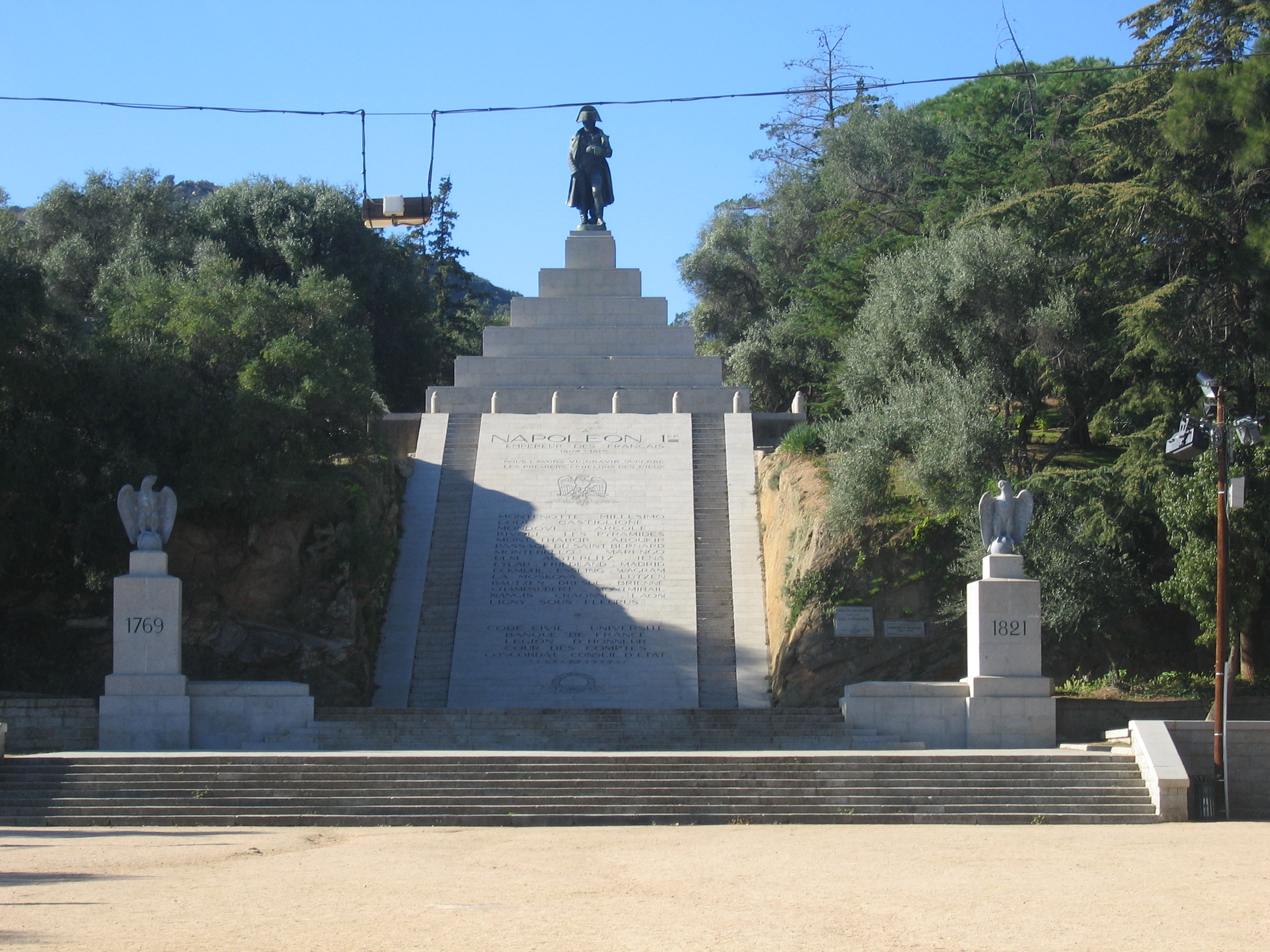
Monument commémoratif de Napoléon Ier

Le quartier dit du Casone est un quartier d'Ajaccio, constitué de logements abritant une population majoritairement aisée, à l'ouest du centre-ville et du Cours Grandval.